# A Groovy Kind of Love
A Groovy Kind of Love è una canzone scritta da Toni Wine e da Carole Bayer Sager con una melodia basata sul Rondò in Sol Maggiore, Sonatina no. 5, op. 36 di Muzio Clementi. Il brano fu inciso nel 1965 da Diane & Annita e nello stesso anno anche dai Mindbenders, come cover.
In seguito il brano è stato registrato da numerosi altri cantanti. Tra le versioni più note, figura certamente quella di Phil Collins del 1988.

## Testo
Nel testo, una persona dice che quando è triste le basta guardare la persona amata per tornare ad essere di buon umore.

## La cover dei Mindbenders
Una prima cover del brano, nonché la prima versione di successo, fu incisa nel 1965 dai Mindbenders e pubblicata come singolo su etichetta discografica Fontana Records.
Per il gruppo si trattò del primo disco inciso senza il leader Wayne Fontana, ma con il nuovo cantante Eric Stewart.
Il singolo raggiunse il 2º posto delle classifiche nel Regno Unito e negli Stati Uniti.

### Tracce
Di seguito le tracce:
1. A Groovy Kind of Love 1:57
2. Love Is Good (Eric Stewart) 1:49

### Classifiche
| Classifica (1966) | Posizione massima |
| ----------------- | ----------------- |
| Canada            | 4                 |
| Irlanda           | 9                 |
| Regno Unito       | 2                 |
| Stati Uniti       | 2                 |

## La cover di Phil Collins
Un'altra celebre versione del pezzo è quella incisa da Phil Collins nel 1988. Il brano fu inserito nella colonna sonora del film Buster, che vedeva Collins nel ruolo del protagonista.
Il cantante mise insieme la colonna sonora usando varie canzoni degli anni sessanta, periodo in cui è ambientato il film. Inizialmente il brano doveva essere cantato da Stephen Bishop, tuttavia i produttori rimasero così soddisfatti dalla demo di Collins che decisero di utilizzare quest'ultima per il film.
La versione di Collins si differenzia da quella dei Mindbenders, in quanto invece di essere un brano pop rock con chitarre si tratta di una lenta ballata con tastiere e archi. Il singolo raggiunse il 1º posto delle classifiche nel Regno Unito e negli Stati Uniti. Nel 1989 la canzone è stata nominata per il Grammy Award alla miglior interpretazione vocale maschile.

### Tracce
Di seguito le tracce
1. A Groovy Kind of Love
2. Big Noise (strum.)

### Classifiche
| Classifica (1988)                | Posizione massima |
| -------------------------------- | ----------------- |
| Australia                        | 2                 |
| Austria                          | 6                 |
| Belgio (Fiandre)                 | 1                 |
| Canada                           | 1                 |
| Europa                           | 1                 |
| Finlandia                        | 7                 |
| Francia                          | 15                |
| Germania                         | 3                 |
| Irlanda                          | 1                 |
| Italia                           | 1                 |
| Norvegia                         | 2                 |
| Nuova Zelanda                    | 3                 |
| Paesi Bassi                      | 2                 |
| Regno Unito                      | 1                 |
| Stati Uniti                      | 1                 |
| Stati Uniti (adult contemporary) | 1                 |
| Stati Uniti (radio)              | 1                 |
| Svezia                           | 5                 |
| Svizzera                         | 1                 |

## Altre versioni
Di seguito un elenco parziale, ordinato per anno di pubblicazione, di altri artisti che incisero la loro versione del brano:
- I Camaleonti (1966, versione in italiano intitolata Non c'è più nessuno)
- Petula Clark (1966)
- Patti LaBelle and the Bluebells (1966)
- Sonny & Cher (1967)
- Gene Pitney (1968)
- Remo Germani (1970, versione in italiano intitolata Ora che sei qui)
- Les Gray (1977)
- Ivan Graziani (1979, versione in italiano intitolata Agnese)
- Michael Chapdelaine (1993)
- Neil Diamond (1993)
- The London Symphony Orchestra (1993)
- Winston Francis (1993)
- Doreen Shaffer (1997)
- Emile Pandolfi (2003)